# Gyrinus gibber
Gyrinus gibber är en skalbaggsart som beskrevs av Leconte 1868. Gyrinus gibber ingår i släktet Gyrinus och familjen virvelbaggar. Inga underarter finns listade i Catalogue of Life.